# 匹茲堡鎮區 (阿肯色州約翰遜縣)
匹茲堡鎮區（英語：Pittsburg Township）是位於美國阿肯色州約翰遜縣的一個行政鎮區。

## 地方資料
匹茲堡鎮區的面積為64.44平方千米，當中陸地面積為59.60平方千米，而水域面積為4.84平方千米。根據2010年美國人口普查的數據，當地共有人口2466人，而人口密度為每平方千米38.27人。